# Ferme des mille vaches
Pour les articles homonymes, voir Mille vaches.
La ferme des mille vaches est une exploitation bovine laitière industrielle, construite sur le territoire des communes de Buigny-Saint-Maclou et de Drucat, près de l'aérodrome d'Abbeville, dans le département de la Somme, en France. Conçue pour exploiter environ 1 000 vaches laitières, ce qui est à l'origine de son surnom, ainsi qu'une unité de méthanisation d'environ 1,5 mégawatt, elle commence son activité en 2014 à une plus petite échelle, mais n’obtient pas les autorisations administratives pour atteindre un tel cheptel. Cette taille de ferme, nouvelle en France, est à l’origine d’oppositions activistes et de débats publics qui conduisent à l’abandon de l’activité laitière sur la ferme en 2021.

## Historique

### Projet
À partir de 2009, des producteurs laitiers des régions du Vimeu et du Ponthieu, en Picardie occidentale, décident de monter un projet de ferme industrielle de 1 000 vaches pour la production laitière et une unité de méthanisation, à 600 mètres des premières habitations. Parmi ces éleveurs, la figure de proue est Michel Ramery, fondateur d'une entreprise de BTP à la retraite et fils d’agriculteur picard, propriétaire d'une ferme de 200 vaches laitières près de la commune d'Airaines. Ils sont regroupés en une Société civile d'exploitation agricole (SCEA) dite « Côte de la justice », et présentent un dossier concernant 1 000 vaches laitières et leurs suivantes soit 1 750 animaux au total. Le terrain est acquis à l'insu de la Société d'aménagement foncier et d'établissement rural (SAFER) Picardie, par un montage financier basé sur la transmission de parts sociales. Par ailleurs, l'exploitation est membre d'une coopérative d'utilisation de matériel agricole (CUMA), alors présidée par Michel Ramery.
La première demande administrative du projet est déposée en février 2011. Le projet initial souhaite mettre en place un méthaniseur de 1,48 mégawatt (dont la puissance sera finalement moindre, soit 1,338 mégawatt).
En avril 2011, un voyage est organisé par Michel Ramery, avec des élus locaux, en Allemagne pour notamment montrer des méthaniseurs.
En août 2011, une enquête publique démarre. À l'issue de celle-ci, les commissaires enquêteurs émettent un avis favorable au projet en novembre 2011. Le même mois, des habitants, opposés au projet, décident de créer l'association Novissen (NOs VIllages Se Soucient de leur ENvironnement).
Le 18 février 2012, une première manifestation réunit entre 600 et 700 personnes à Abbeville.

### Construction et mise en service
En février 2013, les services administratifs n'autorisent qu'une capacité de 500 vaches, via la limitation de la surface d'épandage associée. En mars 2013, un permis de construire est délivré par la préfecture. La longueur prévue du bâtiment principal est de 230 mètres.
En mai de la même année, un recours vis-à-vis de la préfecture et un référé-suspension au tribunal administratif d'Amiens, déposés par l'association Novissen, sont déboutés.
Le 12 septembre 2013, des agriculteurs du syndicat Confédération paysanne s'introduisent dans le chantier de la future exploitation, afin de tenter de le bloquer.
Le 28 mai 2014, des membres de ce même syndicat agricole s'introduisent une nouvelle fois dans le chantier, pour démonter la machine de traite. Cinq agriculteurs sont interpellés à la suite de cette action, et sont placés 48 h en garde à vue. Le 30 mai 2014, le conseiller présidentiel à l'agriculture, Philippe Vinçon, est retenu plusieurs heures, par des membres de la Confédération paysanne, alors que ses militants sont en cours de libération.
En juin 2014, le Conseil d'État rejette les demandes de pourvoi de Novissen.
Le 8 septembre 2014, une veille, organisée par Novissen et la Confédération paysanne, guettant l'arrivée des vaches, est organisée à proximité de la ferme, entre les communes de Drucat, Buigny-Saint-Maclou et Abbeville,.

### Début de l'exploitation et augmentation progressive du nombre de vaches
La première traite a lieu le 13 septembre 2014, après que 150 vaches ont rejoint la ferme. À partir du 14 septembre, et pendant trois jours, des militants de l'association Novissen et de la Confédération paysanne bloquent l'entrée de l'exploitation qui a commencé sa production. Les forces de l'ordre interviennent pour les déloger au moment de la première collecte du lait.
Les 4 et 5 octobre 2014, Claude Dubois (vice-président de Novissen) constate, lors de vols effectués en ULM, le décès de deux vaches de l'exploitation, les animaux concernés gisant à terre à l'extérieur des bâtiments.
Le 28 octobre 2014, neuf agriculteurs de la Confédération paysanne, qui étaient entrés sur le chantier de la ferme plus d'un an auparavant, sont condamnés à des peines allant de l'amende à 5 mois de prison avec sursis ; l'avocat de Michel Ramery était Frank Berton. Une manifestation de soutien a réuni entre 2 000 et 4 000 personnes à Amiens, où s'est déroulé le procès,. Le syndicat agricole a profité de cette tribune pour dénoncer l'industrialisation de l'agriculture.
Les neuf agriculteurs de la Confédération paysanne condamnés font appel et le 16 septembre 2015 ils voient leurs peines de prison, prononcées près d'un an auparavant, annulées par la cour d'appel d'Amiens ; seules des amendes leur restent infligées.

### Dépassement du nombre de 500 vaches autorisées
En juin 2015, un employé licencié révèle que le site dépasse le plafond de 500 vaches. Cet ancien employé décrit également de mauvaises conditions sanitaires dans l’élevage (traites trop nombreuses, vêlages mal conduits et manque d'hygiène) ainsi qu’un rythme de travail intensif.
Le directeur d'exploitation reconnaît, après un contrôle engendré par ces révélations, dépasser — avec 794 individus — le nombre de 500 vaches autorisées.

#### Sanction financière
En conséquence du dépassement du nombre de vaches, la préfète de la Somme, Nicole Klein, décide d'appliquer des sanctions, détaillées dans un communiqué de presse le 28 août 2015 : 7 800 euros d'amende, à laquelle s'additionne une astreinte quotidienne de 780 euros jusqu'au retour à 500 animaux ; par ailleurs, une étude sur le bien-être des vaches doit être effectuée par un vétérinaire indépendant.
Le gérant de la ferme conteste cette décision et dépose un recours sur le fond, ainsi qu'un recours en référé, au tribunal administratif d'Amiens dans les jours qui suivent. Ce dernier accepte le référé en janvier 2016 : l’amende est suspendue (en attente du jugement sur le fond) et la préfète condamnée. La préfecture est soutenue par Novissen lors d'une manifestation organisée à Amiens le 21 mars 2016.
La ministre et des associations de protection de l'environnement contestent, auprès du Conseil d'État, les ordonnances du juge des référés, mais celui-ci rejette leur recours le 13 juillet 2016. La suspension de l'amende et de l'astreinte financière infligées à l'exploitant par la préfecture est donc confirmée jusqu’au jugement sur le fond (qui doit être rendu en juin 2017).

### Demande officielle d’extension à 880 vaches
Afin de pouvoir officiellement dépasser la limite de 500 vaches et donc atteindre les 880 animaux, l'exploitant dépose un dossier auprès de la préfecture, ce qui déclenche le lancement d'une enquête publique durant un mois à partir du 2 novembre 2015. Laurent Pinatel, porte-parole de la Confédération paysanne, désapprouve cette possibilité d'extension du cheptel. En janvier 2016, cette procédure, dont les conclusions vont être examinées par le conseil départemental de l'environnement et des risques sanitaires et technologiques (CODERST), est considérée comme inutile, en raison d'un accord tacite permis par la loi du 12 novembre 2013 relative à la « simplification administrative » (l'État ayant en effet pris trop de temps à examiner la demande d'extension par regroupement d'élevages), mais également parce que l'augmentation du nombre de vaches « n’entraîne pas de modification substantielle des conditions d’exploitation prises en compte dans l’arrêté du 1er février 2013, qui autorise la société requérante à exploiter un élevage de 500 vaches laitières ».
Le 22 février 2016, la commission d'enquête donne un avis favorable à l'extension, au grand dam de Novissen ; cela n'étant que consultatif, la décision finale revient au préfet. Cependant, Ségolène Royal, ministre de l'Environnement, demande au préfet une nouvelle enquête publique (ainsi qu'une étude d'impact) en mai 2016, date à laquelle l'exploitation compte environ 850 animaux selon son propriétaire. Michel Welter conteste la légalité de l'arrêté préfectoral, mais le tribunal rejette le recours concerné en juin 2016.

#### Demande de visite sanitaire par des associations
Par ailleurs, en mars 2016, les associations L214 et Écologie sans frontière réclament une visite de l'établissement par un expert. Les conditions d'élevages sont médiocres selon elles, d'après le témoignage d'un ancien salarié (cf. ci-dessus). Michel Welter, le directeur du site, refuse, car une expertise avait déjà été réalisée par un vétérinaire mandaté par le ministère de l'Agriculture. Un procès se déroule le 16 mars, ; le tribunal de grande instance d'Amiens décide de rejeter la demande des deux associations deux semaines plus tard. L214 fait appel « à titre conservatoire » de cette décision en avril. En mai 2017, L214 abandonne son appel[réf. nécessaire].

### Limites du projet et boycott
Le projet de méthaniseur, pas encore construit en octobre 2016, est abaissé à une puissance de 0,8 mégawatt.
En novembre 2016, des éleveurs du département de la Manche, militants de la section lait de la Fédération départementale des syndicats d'exploitants agricoles (FDSEA), visitent l’exploitation ; Michel Welter leur explique son fonctionnement. Selon celui-ci, le modèle n'est pas transposable dans ledit département.
La production de l'exploitation (où se déroulent trois traites quotidiennes) devrait être de 9 millions de litres de lait, sur l'ensemble de l'année 2016. Elle est alors vendue à la coopérative belge Milcobel.
Une pétition en ligne est lancée en décembre 2016 pour demander aux enseignes françaises de la grande distribution de ne pas acheter de transformations agroalimentaires à base du lait produit dans la ferme des mille vaches. En effet, une partie de celui-ci serait vendu à la société Ysco, qui l'utiliserait alors pour fabriquer des glaces de marques de distributeur (dont des bûches de Noël).

### Appels de la sanction financière: abrogée puis confirmée
La sanction financière, infligée par la préfecture en juin 2015 et contestée par l’exploitant, est levée par le tribunal administratif dans sa décision du 29 juin 2017. Nicolas Hulot, ministre de la Transition écologique et solidaire, fait appel de cette décision le 30 août 2017 devant la cour administrative d'appel de Douai, qui rejugera l'affaire,.
La cour administrative d'appel de Douai rend, le 19 novembre 2019, un arrêt annulant le jugement du tribunal administratif de 2017, qui avait estimé que l'exploitant bénéficiait d'une autorisation tacite pour étendre son exploitation. L’amende et les astreintes journalières prononcées par l'ancienne préfète de la Somme en 2015 sont donc rétablies. L'exploitant se pourvoit en cassation devant le Conseil d’État.
Parallèlement, il demande au tribunal administratif de condamner l'État à l'indemniser pour les préjudices qu'il estime avoir subis, « en raison de la longueur anormale du délai d’instruction, préjudice d’image, d’atteinte à la réputation et préjudice moral », soit 33 millions d'euros. Cette demande est rejetée le 6 décembre 2019, le tribunal jugeant que ces longues procédures n'ont pas causé de préjudice à l'exploitant.
Par ailleurs, un incendie d'origine accidentelle détruit 220 tonnes de paille stockées dans un hangar du site, le 23 juillet 2019.

### Fin de l’élevage
En décembre 2020, la ferme annonce l'arrêt de sa production de lait pour janvier 2021, ne gardant qu'une activité de grande culture (blé, lin, betteraves, pommes de terre), sur les mille hectares qu'elle exploite.
Le 23 septembre 2021, le Conseil d'État confirme définitivement l’amende infligée pour le dépassement du nombre de 500 vaches sans accord explicite.

## Critiques et oppositions
Parmi les opposants à cette exploitation, on peut trouver l'association d'habitants Novissen (dissoute en novembre 2022), le syndicat agricole Confédération paysanne, des associations de protection animale telles que L214 ou Écologie sans frontière, ainsi que des partis politiques (Europe Écologie Les Verts, Parti de gauche, La France insoumise et Les Patriotes), ou encore le philosophe Alain Finkielkraut.
La production en grande quantité de lait dans un espace confiné étant vue négativement par le syndicat agricole précité et ces différentes associations écologistes, ceux-ci menacent d'appeler à boycotter la marque Senoble. Selon eux, Senoble détiendrait, avec le groupe normand Agrial, la coopérative Senagral, qui serait la première consommatrice du lait produit dans cette usine. La chaîne de magasins bio Biocoop a décidé de « déréférencer » les produits de la marque Senoble,.
Selon Barbara Pompili (secrétaire d'État chargée de la Biodiversité), interviewée en septembre 2016, le site va aggraver les effets de la crise du lait rencontrée par les agriculteurs français, en aggravant la baisse des prix du lait, et représente un modèle économique non viable. En outre, le fonctionnement de la ferme provoque des nuisances pour les riverains, comme celles du trafic routier.

## Filmographie
- Élevage intensif : attention danger !, documentaire réalisé par Frédérique Mergey (diffusé le 9 septembre 2014 sur France 5)[62].